# کومانایاگوا
کومانایاگوا (به اسپانیایی: Cumanayagua) یک منطقهٔ مسکونی در کوبا است که در استان سیینفوئگوس واقع شده‌است. کومانایاگوا ۱٬۰۹۹ کیلومتر مربع مساحت و ۵۱٬۴۳۵ نفر جمعیت دارد و ۶۰ متر بالاتر از سطح دریا واقع شده‌است.